# David Lindsay
David Lindsay (* 3. März 1876 in Blackheath, London; † 16. Juli 1945 in Hove) war ein britischer Schriftsteller, der überwiegend phantastische Literatur verfasste. Zu Lebzeiten kaum gelesen – von seinem ersten Roman A Voyage To Arcturus wurden bei Ersterscheinen nur etwa 600 Exemplare verkauft – gehören seine Romane heute zu den Standardwerken der klassischen Science-Fiction- und Fantasy-Literatur.

## Leben
David Lindsay entstammte väterlicherseits einer alten schottischen Familie, die ihre Wurzeln bis zum Adel des Hochlandes zurückführte; die Mutter war Engländerin. Den größten Teil seiner Kindheit verbrachte er in der schottischen Heimat des Vaters. Später ging er nach London zurück, wo er trotz eines ihm angebotenen Stipendiums nicht studieren konnte, weil die Familie durch das plötzliche Verschwinden des Vaters seit 1891 in finanziellen Sorgen war (später stellte sich heraus, dass er nach Kanada ausgewandert war und dort eine neue Familie gegründet hatte). Statt zu studieren, musste Lindsay ab 1898 als Angestellter bei einem Teilhaber der Versicherungsbörse Lloyd’s Geld verdienen. In seiner Freizeit lernte er Deutsch, um Nietzsche und Schopenhauer im Original lesen zu können. Er war auch so erfolgreich in seiner Arbeit, dass ihm ein Direktorposten angeboten wurde; jedoch kam die Einberufung zur Armee im Ersten Weltkrieg dazwischen. Der bereits 38-Jährige kam erst zu den Grenadier Guards und diente später beim Royal Army Pay Corps, ohne England während seiner Dienstzeit je zu verlassen.
Nach dem Krieg lebte er mit seiner Frau, die er 1916 geheiratet hatte, in Cornwall und versuchte sich als freier Autor, jedoch ohne durchschlagenden Erfolg zu Lebzeiten. Den zwischen April 1919 und März 1920 geschriebenen Roman A Voyage to Arcturus musste er, um ihn gedruckt zu sehen, um 15.000 Wörter kürzen. Der zweite Roman The Haunted Woman wurde von Verleger zunächst abgelehnt und erschien, um 20.000 Wörter gekürzt, in Fortsetzungen in der Zeitung Daily News. Erst danach erschien 1922 eine Buchausgabe. Die nachfolgenden Werke Lindsays wurden wieder und wieder abgelehnt; ein einziges, The Adventure of Monsieur de Mailly, erschien in den USA (unter dem Titel Blade for Sale). Die letzte Publikation zu Lebzeiten war 1932 Devil's Tor, und wieder stagnierte die verkaufte Auflage bei 650 Exemplaren.
Lindsay litt zuletzt stark unter dem Misserfolg seiner Werke und verarmte zusehends. Sein tragisches Ende kam, als die erste Bombe, die im Zweiten Weltkrieg auf Brighton niederging, sein Haus traf und das Badezimmer, in dem er sich gerade aufhielt, zerstörte. Obwohl die Bombe nicht detonierte, erlitt Lindsay einen Schock und sprach fortan nicht mehr. Ein Zahnabszess führte schließlich zu Blutvergiftung mit Todesfolge.

## Werk
A Voyage to Arcturus von 1920 schildert eine mystische Alptraumfahrt nach und auf einem grotesken Planeten. Ähnlich mysteriös, wenngleich bedeutend irdischer angelegt ist Lindsays zweiter Roman, The Haunted Woman von 1922, in dem geschickt das Genre des Konventions- mit denen des Liebes- und des englischen Spukhausromans gemischt wird.
Weitere Werke sind Sphinx (1923) und The Violet Apple. Letzteres Werk wurde erst postum 1976 zusammen mit dem unvollendeten Roman The Witch veröffentlicht, nachdem in den Nachkriegsjahren das Interesse an Lindsay erwacht war. Neuen Ausgaben von A Voyage to Arcturus bereits 1946 und 1963 folgten die erstmalige Publikation in den USA 1963 und die Taschenbuchausgabe 1968.

## Interpretationen
Eine bedeutende Biografie über Leben und Werk David Lindsays hat Gary K. Wolfe verfasst. Das Werk mit dem Titel David Lindsay erschien 1982 und bietet eine Interpretation von „Muspel“, der mystischen Gegenwelt in A Voyage to Arcturus, in Bezug auf die Philosophie Friedrich Nietzsches und Arthur Schopenhauers. Untersucht wird auch die Bedeutung der Siebten Sinfonie von Ludwig van Beethoven für The Haunted Woman (Fenster ins Frühlicht), wobei die aufsteigenden Tonfolgen des ersten Satzes der Sinfonie die mysteriöse Treppe des alten Herrensitzes Runhill Court symbolisieren.

## Werke
- A Voyage to Arcturus. Methuen, 1920
  - Die Reise zum Arcturus. Heyne, München 1975, ISBN 3-453-30352-0; Sonderausgabe 1986 in der Bibliothek der Science Fiction Literatur, Band 53, mit einem Nachwort von Dietrich Wachler, ISBN 3-453-31286-4
- The Haunted Woman. Methuen, 1922
  - Fenster ins Frühlicht. Heyne, München 1986, ISBN 3-453-31363-1
- Sphinx. John Long, 1923
- The Adventure of Monsieur de Mailly. Melrose, 1926
- Devil’s Tor. Putnam, 1932
- The Violet Apple and The Witch. Chicago Review Press, 1976